# Алостерични ензими
Алостеричните ензими са ензими, които променят своята форма или конформация, вместо да се свържат с модулатор. Думата алостеричен идва от гръцки – allos-друг и stereos-форма. Алостеричният ензим е олигомер, чиято биологична активност се изразява в промяна на конформацията на четвъртичната му структура. Алостеричните ензими имат няколко субединици. В някои случаи регулаторната част и активната част са на различни субединици. Алостеричните ензими са регулаторни ензими.